# Gregor Gillespie
Gregor Gillespie (Webster, Nueva York; 18 de marzo de 1987) es un artista marcial mixto estadounidense que actualmente compite en la categoría de peso ligero en Ultimate Fighting Championship. Actualmente, Gillespie se encuentra como el peso ligero #8 en los rankings oficiales de UFC.

## Primeros años
Nacido y criado en Webster, Nueva York, Gillespie asistió a la Webster Schroeder High School, donde se destacó en la lucha libre, ganando dos títulos estatales. Continuó luchando para la Universidad de Edinboro, donde fue cuatro veces NCAA Division I All-American y ganó un campeonato nacional en 2007. Fue el primer verdadero All-American de primer año en la historia de la escuela, y también tiene el récord escolar de mayor número de victorias profesionales (152), mayor número de victorias como estudiante de primer año (40) y el mayor porcentaje de victorias (.917). Gillespie declaró que terminó su carrera de lucha libre porque no creía que pudiera vencer a Jordan Burroughs. Se graduó de Edinboro con una licenciatura en estudios individualizados y una concentración en psicología. Fue entrenador asistente en la Universidad de Hofstra y como concierto secundario, enseñó lecciones privadas a un luchador de AMM. A pesar de haber prometido nunca pelear, comenzó a estudiar AMM y renunció a su trabajo para seguir una carrera a tiempo completo en el deporte.

## Carrera en artes marciales mixtas

### Ultimate Fighting Championship
Gillespie firmó con el UFC después de compilar un récord invicto de 7-0 en la escena regional en Nueva Jersey.
Gillespie hizo su debut contra Glaico Franca el 24 de septiembre de 2016 en UFC Fight Night 95. Ganó la pelea por decisión unánime.
Gillespie luego se enfrentó a Andrew Holbrook el 8 de abril de 2017 en UFC 210. Ganó la pelea por nocaut en la primera ronda y recibió el premio a la Actuación de la Noche.
Gillespie se enfrentó a Jason González el 16 de septiembre de 2017 en UFC Fight Night 116. Ganó la pelea por sumisión en la segunda ronda. Tras la victoria, Gillespie recibió su primer premio a la Pelea de la Noche.
Gillespie se enfrentó a Jordan Rinaldi el 27 de enero de 2018 en UFC on Fox: Jacaré vs. Brunson 2. Ganó la pelea por nocaut técnico.
Gillespie se enfrentó a Vinc Pichel el 1 de junio de 2018 en UFC Fight Night 131. Gillespie ganó por sumisión en la segunda ronda. La victoria le otorgó el premio a la Actuación de la Noche.
Gillespie se enfrentó a Yancy Medeiros el 19 de enero de 2019 en UFC Fight Night: Cejudo vs. Dillashaw. Ganó la pelea por TKO en la segunda ronda.
Se espera que Gillespie se enfrente a Kevin Lee el 2 de noviembre de 2019 en UFC 244.

## Campeonatos y logros
- Ring of Combat
  - Campeón de peso ligero de ROC (tres veces)

- Ultimate Fighting Championship
  - Pelea de la Noche (una vez)
  - Actuación de la Noche (dos veces)

## Récord en artes marciales mixtas
| Resultado | Récord | Oponente              | Método                        | Evento                                | Fecha                    | Ronda | Tiempo | Localización                  | Notas                                             |
| --------- | ------ | --------------------- | ----------------------------- | ------------------------------------- | ------------------------ | ----- | ------ | ----------------------------- | ------------------------------------------------- |
| Victoria  | 14–1   | Carlos Diego Ferreira | TKO (golpes)                  | UFC on ESPN: Rodríguez vs. Waterson   | 8 de mayo de 2021        | 2     | 4:51   | Las Vegas, Nevada             | Pelea de la Noche.                                |
| Derrota   | 13–1   | Kevin Lee             | KO (patada a la cabeza)       | UFC 244                               | 2 de noviembre de 2019   | 1     | 2:47   | Ciudad de Nueva York          |                                                   |
| Victoria  | 13–0   | Yancy Medeiros        | TKO (golpes)                  | UFC Fight Night: Cejudo vs. Dillashaw | 19 de enero de 2019      | 2     | 4:59   | Brooklyn, Nueva York          |                                                   |
| Victoria  | 12–0   | Vinc Pichel           | Sumisión (arm-triangle choke) | UFC Fight Night: Rivera vs. Moraes    | 1 de junio de 2018       | 2     | 4:06   | Utica, Nueva York             | Actuación de la Noche.                            |
| Victoria  | 11–0   | Jordan Rinaldi        | TKO (golpes)                  | UFC on Fox: Jacaré vs. Brunson 2      | 27 de enero de 2018      | 1     | 4:46   | Charlotte, Carolina del Norte |                                                   |
| Victoria  | 10–0   | Jason González        | Sumisión (golpes)             | UFC Fight Night: Rockhold vs. Branch  | 16 de septiembre de 2017 | 2     | 2:10   | Pittsburgh, Pensilvania       | Pelea de la Noche.                                |
| Victoria  | 9–0    | Andrew Holbrook       | KO (golpes)                   | UFC 210                               | 8 de abril de 2017       | 1     | 0:21   | Búfalo, Nueva York            | Actuación de la Noche.                            |
| Victoria  | 8–0    | Glaico França         | Decisión (unánime)            | UFC Fight Night: Cyborg vs. Lansberg  | 24 de septiembre de 2016 | 3     | 5:00   | Brasília                      | Debut en la UFC.                                  |
| Victoria  | 7–0    | Sidney Outlaw         | Decisión (dividida)           | Ring of Combat 55                     | 3 de junio de 2016       | 3     | 5:00   | Atlantic City, Nueva Jersey   | Retuvo el Campeonato de Peso Ligero de ROC.       |
| Victoria  | 6–0    | José Mariscal         | TKO (golpes)                  | Ring of Combat 54                     | 4 de marzo de 2016       | 1     | 4:09   | Atlantic City, Nueva Jersey   | Retuvo el Campeonato de Peso Ligero de ROC.       |
| Victoria  | 5–0    | George Sheppard       | Sumisión (arm-triangle choke) | Ring of Combat 51                     | 5 de junio de 2015       | 1     | 3:45   | Atlantic City, Nueva Jersey   | Ganó el vacante Campeonato de Peso Ligero de ROC. |
| Victoria  | 4–0    | Justin Stewart        | TKO (golpes)                  | Ring of Combat 50                     | 23 de enero de 2015      | 1     | 2:51   | Atlantic City, Nueva Jersey   |                                                   |
| Victoria  | 3–0    | Justin Harrington     | Sumisión (arm-triangle choke) | Ring of Combat 49                     | 1 de noviembre de 2013   | 1     | 3:21   | Atlantic City, Nueva Jersey   |                                                   |
| Victoria  | 2–0    | Brandon Priest        | Sumisión (rear-naked choke)   | Ring of Combat 48                     | 16 de mayo de 2014       | 2     | 2:37   | Atlantic City, Nueva Jersey   |                                                   |
| Victoria  | 1–0    | Kenny Gaudreau        | TKO (golpes)                  | Ring of Combat 47                     | 24 de enero de 2014      | 1     | 1:48   | Atlantic City, Nueva Jersey   |                                                   |